# Monsieur Tout-le-monde (film, 1938)
Pour plus de détails, voir Fiche technique et Distribution.
Monsieur tout-le-monde (titre original : Thanks for Everything) est un film américain réalisé par William A. Seiter, sorti en 1938.

## Synopsis
Un promoteur organise un concours de radio afin de trouver l'Américain moyen et par la suite l'utiliser comme homme-sandwich pour vendre de la nourriture et des vêtements. Mais il tombe amoureux d'une jeune fille qui va bouleverser toute son affaire qui marchait comme sur des roulettes avant cette rencontre.

## Fiche technique
- Titre : Monsieur tout-le-monde
- Titre original : Thanks for Eveything
- Réalisation : William A. Seiter
- Scénario : Curtis Kenyon et Harry Tugend
- Musique : Louis Silvers
- Photographie : Lucien Andriot
- Montage : Robert L. Simpson
- Direction artistique : Bernard Herzbrun et Mark-Lee Kirk
- Costumes : Gwen Wakeling
- Production : Harry Joe Brown
- Société de production : 20th Century Fox
- Pays de production : États-Unis
- Format : Noir & blanc - 35 mm - 1,37:1 - Son : Mono (Western Electric Microphonic Recording)
- Genre : Comédie
- Durée : 70 minutes
- Dates de sortie :
  - États-Unis : 23 décembre 1938
  - France : 26 janvier 1939

## Distribution
- Adolphe Menjou : J. B. Harcourt
- Jack Haley : Henry Smith
- Jack Oakie : Bates
- Arleen Whelan : Madge Raines
- Tony Martin : Tommy Davis
- Charles Lane : Dr Olson
- Frank Sully: Lem Slininger